# Thập niên 2080
Thập niên 2080 hay thập kỷ 2080 chỉ đến những năm từ 2080 đến 2089, kể cả hai năm đó. Không chính thức, nó cũng có thể bao gồm vài năm vào cuối thập niên 2070 hay vào đầu thập niên 2090. Đây là thập kỷ thứ chín của thế kỷ 21.